# Exalted
Exalted è un gioco di ruolo pubblicato nel 2001 dalla White Wolf. Il gioco è un'ambientazione high fantasy, fortemente influenzata dai manga e dagli anime giapponesi, miscelati con le culture della Cina antica e dell'Impero Romano, e da diverse altre fonti letterarie, come gli scritti di Michael Moorcock.
In Italia Exalted è stato pubblicato e tradotto nel 2002 da BBPublishing, casa editrice legata alla catena di negozi Blues Brothers. Nel 2005 BBPublishing ha cessato l'attività e i diritti sono passati a Wild Boar Edizioni.

## Ambientazione
La premessa base del gioco è che i personaggi sono i prescelti di uno degli dei, come il Sole Invitto, la Luna o le Cinque Vergini, ed imbevuti del potere di una Esaltazione, ovvero un'antichissima Arma Divina invincibile - superiore persino ai loro stessi creatori, nelle giuste circostanze (e detti quindi Eccelsi). Gli Eccelsi vivono nella Seconda Era dell'Uomo dopo essere sopravvissuti per un pelo alla caotica apocalisse che pose fine alla Prima Era. Mentre i mortali non sono una grossa minaccia per i potenti Eccelsi, molti altri esseri sono nemici pericolosi: il Popolo Fatato, creature composte di sogni; i Non Morti ed i loro padroni i Signori della Morte; i demoni ed i loro creatori, gli Yozi. Inoltre a volte gli Eccelsi combattono tra di loro. I prescelti dal Sole Invitto sono gli Eccelsi Solari, a loro si oppongono gli Stirpe di Drago, una forma di Eccelsi minori che governano un impero che abbraccia tutta la creazione e che massacrarono gli Eccelsi Solari al termine della Prima Era. Inoltre altri Eccelsi Celestiali (i Lunari ed i Siderali) hanno sentimenti ambivalenti riguardo al ritorno degli Eccelsi Solari.
Le meccaniche di gioco e le tematiche sono simili a quelle di altri giochi della White Wolf (Vampiri: la masquerade o Lupi mannari: l'apocalisse), ma Exalted possiede una propria linea editoriale detta Age of Sorrows ("Era del Dolore") che ha ottenuto un ottimo successo di vendite, alla pari della loro linea principale del Mondo di Tenebra (la linea editoriale che raccoglie nel complesso i vari giochi di ambientazione horror moderna della White Wolf). Per mantenere forse un senso di continuità il materiale pubblicato suggerisce che l'Age of Sorrows potrebbe essere la preistoria del Mondo di Tenebra—comunque questa posizione non è stata ufficialmente confermata, eccetto che nei primi materiali pubblicitari. Si deve far notare che la White Wolf ha continuamente inserito nomi e temi familiari ai giocatori delle loro altre linee di gioco, continuando ad alimentare il fuoco della speculazione sull'argomento.

## Meccaniche
Exalted utilizza una variante dello Storyteller System, il sistema di gioco di ruolo della White Wolf: le azioni vengono risolte tirando un certo numero di dadi a dieci facce (d10): di solito da tre a dieci, sebbene in Exalted si possa arrivare a tirare anche venti o trenta dadi alla volta (il numero massimo, calcolato sommando ai valori più alti raggiungibili una stima dei bonus che si possono ottenere, è di ben settantacinque dadi).
Il numero di dadi da tirare dipende in prevalenza dalle caratteristiche del personaggio che esegue la prova, ed è di solito una combinazione di un attributo + un'abilità. In base all'azione da eseguire il narratore decide quali sono le caratteristiche da utilizzare. Ad esempio «saltare un ostacolo» può richiedere una prova di "destrezza+ atletica". Il giocatore di un personaggio dotato di Destrezza 4 e Atletica 2 tirerà 6 dadi.
- Ogni dado che da un risultato maggiore o uguale a 7 è considerato un "successo".
- Ogni dado che da un risultato pari a 10 vale due successi.
- Ogni dado che da un risultato pari a 1 è considerato un "fallimento" se non c'è nessun "successo".

Ad esempio se si tirano 6 dadi e si ottengono come risultati: 4, 3, 7, 10, 1, 8 i successi ottenuti sono in totale 4.
Normalmente basta un singolo successo per riuscire in un'azione, ma in molti casi, specialmente quando si tentano azioni rischiose, il narratore può indicare un numero di successi minimo affinché la prova sia considerata «riuscita». Questo numero minimo di successi prende il nome di «difficoltà». Ad esempio, per convincere una guardia sospettosa delle proprie buone intenzioni, il personaggio può dover fare una prova di «persuasione+ascendente»" a "difficoltà 3": il tentativo è più difficile a causa della natura sospettosa della guardia.

## Tipi d'Eccelsi
- Eccelsi Solari: son i protagonisti di base di Exalted e campioni del Sole Invitto. Ci son cinque caste di Eccelsi Solari - Alba (generali e combattenti), Zenith (i re sacerdoti del Sole Invitto), Crepuscolo (studiosi e maghi), Notte (spie e assassini) e Eclisse (ambasciatori, diplomatici e negoziatori). Nell'epoca in cui il gioco è ambientato, La Seconda Era dell'Uomo, i Solari stanno tornando alla vita per la prima volta dopo migliaia di anni, e le loro azioni e scelte possono mutar il fato di nazioni. Gli Eccelsi Solari son i più potenti tra gli Eccelsi e durante la Prima Era comandavano il mondo. La Stirpe del Drago uccise i Solari al termine della Prima Era. Ciononostante non fu loro possibile distruggerne l'essenza; dovettero così catturarne la maggior parte con l'aiuto dei Siderali, ma quelli che non vennero imprigionati continuarono a reincarnarsi ancora e ancora col passare delle Ere. Ogni volta che un solare ricompariva nel mondo, veniva cacciato e ucciso. Considerati anatemi dal resto del mondo, i Solari son considerati demoni mostruosi e temuti da chiunque abbia la conoscenza per sapere chi e cosa sono. Nonostante manchino dell'abilità di mutar forma dei Lunari, la capacità di dare la morte degli Abissali, la manipolazione elementale della Stirpe del Drago, o l'abilità di mutare il fato dei Siderali, la loro innata abilità in molti campi facilmente supera le doti degli altri Eccelsi. I loro due più grandi vantaggi sono la loro ampia riserva d'essenza che gli concede più spazio di manovra e la loro abilità nell'usare tutte le forme di magia, comprese le Stregonerie e i prodigi degli altri Eccelsi.
- Eccelsi Abissali: Queste anime tormentate son i fedeli servitori dei Signori della Morte.
- Eccelsi Lunari: Questi eccelsi son i prediletti della Luna, e, tra gli eccelsi, i più caotici e selvaggi. Nella prima era erano abili mutaforma, talentuosi guerrieri e capaci generali. Molto spesso legati ai solari da vincoli matrimoniali nella prima era, quelli che non rimasero uccisi si videro costretti a fuggire nei recessi più reconditi del creato. Qui, ai bordi dell'ordine della Creazione e sommersi dal caos del Wyld, essi mutarono lentamente nel corso degli anni. Rinnegando la civilizzazione, alcuni di loro si stabilirono con le tribù barbariche e ne divennero i leader; altri si emarginarono nel profondo dei loro territori; mentre altri ancora, probabilmente a causa del senso di colpa dell'aver abbandonato i Solari, lasciarono che i propri istinti animali ne prendessero possesso, finché la loro umanità non rimase che un vago ricordo. Alcuni persero addirittura ricordo di ciò che erano stati nel Wyld, trasformandosi quindi in terribili mostri. Ora con il ritorno dei Solari e l'interruzione della Dinastia Scarlatta della Stirpe del Drago, la crescente influenza del Wyld e del Popolo Fatato, e la nuova e crudele minaccia dei Signori della Morte, gli Eccelsi Lunari potranno forse far ritorno alla Creazione. Da notare come i Lunari seguano una gerarchia tribale e si proteggano dagli effetti del Wyld con una serie di prodigi e di tatuaggi che fungono come segni distintivi.
- Eccelsi Siderali: Eccelsi Celestiali e Prescelti delle 5 Vergini, son i meno numerosi tra tutti i tipi di Eccelsi, nonostante siano quelli che maggiormente influenzino il destino della Creazione. In aggiunta alla loro ineguagliata abilità nelle arti marziali, eccellono nella preveggenza e nella manipolazione del fato ed erano i saggi consiglieri della Prima Era. Lavorano inoltre nella Città Celestiale di Yu-Shan, la dimora degli Dei, assicurandosi che la Creazione segua il percorso da loro predisposto per essa. Vicino alla fine della Prima Era, una mortifera profezia li condusse a ritenere valide solo due alternative: distruggere gli Eccelsi Solari o osservar la Creazione venir distrutta. Presi dall'orgoglio, probabilmente sotto gli effetti della Grande Maledizione lanciatagli contro dagli Yozi, seguirono ciecamente la loro profezia senza prender il tempo di controllarla e orchestrarono la fine della Prima Era e del ruolo degli Eccelsi Solari, azione nota come la Grande Usurpazione. Fu grazie al loro aiuto da dietro le quinte che la Stirpe del Drago fu capace di spazzare completamente via i Solari e di condurre efficacemente la caccia nel Wild, prevenendo l'esaltazione dei Solari reincarnati.
- Eccelsi Terrestri: Noti anche come Stirpe del Drago poiché son i Prediletti dei cinque draghi elementali. Nella Prima era componevano le truppe d'élite e i servitori degli altri Eccelsi. Nonostante siano meno potenti degli altri eccelsi, essi guadagno i loro poteri in via ereditaria - piuttosto che esser scelti da un Dio, la Stirpe del Drago han una certa probabilità di passar l'Esaltazione ai propri figli, nonostante vi siano casi di Esaltazione in famiglie senza antenati Eccelsi. Queste Stirpi del Drago son normalmente conosciuti come Uova Perdute. La Stirpe del Drago non sono limitati da un dato ammontare di 'Essenza d'Eccelsi', come gli Eccelsi Celestiali, come prova il loro numero della prima era, che si aggirava intorno a svariati milioni. A causa di ciò, sono di gran lunga i più numerosi degli Eccelsi e furono capaci di usurpare il potere dei Solari al culmine del loro potere con l'aiuto dei Siderali, ponendo fine alla Prima Era.

La maggior parte della Stirpe del Drago compone la classe dominante dei Reami, il più potente impero della Creazione. La religione di Stato, nota come l'Ordine Immacolato, dipinge i Solari e i Lunari come pericolosi Anatema che porteranno distruzione nel mondo con la loro sola esistenza. A causa di ciò il Reame organizza le cacce nel Wild, durante le quali si cercano attivamente gli eccelsi appena esaltati e li si uccide prima che imparino a gestire i loro nuovi poteri.
- Eccelsi Alchemici: Questi Eccelsi son costruiti nel mondo di Autochthonia - in pratica, androidi creati da metallo e dai Sei Materiali Magici. Son permeati delle anime degli eroi morti Autochthoniani e servono Autochthon, il Grande Costruttore.
- Eccelsi Infernali: Si conosce poco riguardo a questi Eccelsi. A lungo si è creduto che fossero la quinta stirpe di Eccelsi Solari corrotti che erano stati pagati dagli Yozi (i Primordiali viventi)

## Yozi
I Primordiali, sconfitti dagli Eccelsi durante la prima era vennero confinati nel mondo Demoniaco. Quelli che morirono diventarono i Mainati, quelli invece che sopravvissero diventarono appunto gli Yozi.

## Edizioni
Sono stati pubblicati numerosi libri, di cui solo alcuni tradotti:
- Exalted: Il manuale base, che dettaglia l'ambientazione e la storia del mondo e che presenta le regole per giocare gli Eccelsi Solari.
- Exalted: The Dragon-Blooded: il manuale che dettaglia i Sangue di Drago, i più deboli (ma più numerosi) degli Eccelsi ed il Reame che governano.
- Exalted: The Lunars: un manuale che dettaglia la cultura e le meccaniche di gioco dei bestiali e selvaggi Eccelsi Lunari e le tribù barbare con cui si associano. Vengono inoltre date informazioni sul Wyld, una zona di chaos che circonda tutto il mondo.
- Exalted: The Abyssals: il manuale per gli Eccelsi Abissali, i fantasmi, l'Inframondo ed una breve storia dei Signori della Morte.
- Exalted: The Sidereals: il manuale dedicato agli Eccelsi Siderali, comprensivo di dettagli di Yu-Shan, la città divina.
- Exalted: The Fair Folk: il manuale per i Faerie, detti anche Popolo Fatato, esseri composti di passione e di mito nati nel Wyld
- Vari libri "Caste" e "Aspect", ognuno dedicato ad un sottogruppo specifico di Eccelsi.
- Savant and Sorcerer, (che rimpiazza il Book of Three Circles) dedicato alla magia degli Eccelsi.
- Vari supplementi che dettagliano specifiche aree o culture del mondo di Exalted.
- Una serie di romanzi ambientati nel mondo di Exalted.